# Wir waren Könige (Fernsehserie)
Wir waren Könige (Originaltitel: Los reyes de oriente) ist eine mexikanische Dramaserie, die von Leticia López Margalli geschaffen wurde. Die Serie wurde am 25. September 2024 weltweit auf Netflix veröffentlicht.

## Handlung
Ein Trio enger Freunde lebt in einem belebten und problembeladenen Barrio in Mexiko-Stadt – bis ein tragischer Vorfall die drei abrupt auseinanderreißt und zwei von ihnen zu Rivalen macht.

## Besetzung und Synchronisation
Die deutschsprachige Synchronisation entstand nach den Dialogbüchern von Sarah Méndez García und Daniela Molina sowie unter der Dialogregie von Sarah Méndez García durch die Synchronfirma VSI Synchron in Berlin.
| Rolle                     | Schauspieler           | Synchronsprecher   |
| ------------------------- | ---------------------- | ------------------ |
| Javier „Javo“             | Joshua Okamoto         | Nicolas Rathod     |
| Malena                    | Ingrid Águila          | Esra Vural         |
| Miguel „Mike“ Ángel Reyes | Elias Toscano          | Konrad Bösherz     |
| Santos                    | Manuel Villegas        | Flemming Stein     |
| Nora                      | Gabriela Ruiz          | Almut Zydra        |
| Heidi                     | Kat Rigoni             | Imaya Ugwonno      |
| Herminia                  | María Rojo             | Monica Bielenstein |
| Taiguer                   | Roberto Sosa           | Lutz Schnell       |
| Ortega                    | Mauricio Pimentel      | Nico Mamone        |
| Venegas                   | Rodrigo Ostap          | Sascha Rotermund   |
| Alicia                    | Evangelina Martínez    | Luise Lunow        |
| Sonia                     | Mariana Gajá           | Anna Grisebach     |
| Ofelia                    | Diana Avellaneda       | Iris Artajo        |
| Pitbull                   | Axel Pancich           | Oscar Räuker       |
| Zacarías                  | Tomihuatzi Xelhuantzin | Sven Fechner       |
| Cuerpitaco                | Edgar Hidrogo          | Johannes Walenta   |
| Denisse                   | Irene Icaza            | Alice Bauer        |
| Rizos                     | Stephany Sánchez       | Celina Gaschina    |
| Pelos                     | Jafet Bello            | Mik Dankou         |
| Lucas                     | Sóstenes Rojas         | Nils Nelleßen      |
| Octavio                   | Jorge Levy             | Stephan Baumecker  |
| Maestra                   | Erandi Tuero           | Esther Zimmering   |
| Priester                  | Fernando Manzano       | Dirk Talaga        |

## Episodenliste
| Nr.                                                                            | Deutscher Titel   | Originaltitel     |
| ------------------------------------------------------------------------------ | ----------------- | ----------------- |
| 1                                                                              | Das Geheimnis     | El secreto        |
| 2                                                                              | Freier Fall       | Caída libre       |
| 3                                                                              | Dreiecksbeziehung | Triángulo amoroso |
| 4                                                                              | Kain und Abel     | Caín y Abel       |
| 5                                                                              | Enthüllungen      | Revelaciones      |
| 6                                                                              | Wir waren Könige  | Fuimos reyes      |
| Am 25. September 2024 wurden alle Folgen der Serie bei Netflix veröffentlicht. |                   |                   |